# Le Mars Club
Cet article concerne le roman de l’écrivaine américaine Rachel Kushner. Pour l’ancien club de jazz situé à Paris, voir Mars Club.
Le Mars Club (titre original en anglais : The Mars Room) est un roman de l'écrivaine américaine Rachel Kushner paru originellement le 1er mai 2018 aux éditions Scribner, et en français le 22 août 2018 aux éditions Stock. Il reçoit le prix Médicis étranger le 6 novembre 2018.

## Éditions
- (en), The Mars Room, Charles Scribner's Sons, 2018, 352 p.,  (ISBN 978-1476756554)
- Éditions Stock, coll. « La Cosmopolite », 2018  (ISBN 9782234085015)[4].